# Revolución liberal de Ecuador
La Revolución liberal de Ecuador fue un proceso de transformación política y económica dentro de la República del Ecuador que estalló el 5 de junio de 1895 en la ciudad de Santiago de Guayaquil con el desconocimiento del Gobierno Nacional por parte de las autoridades locales, provocando un enfrentamiento bélico entre los liberales en su mayoría provenientes del litoral y los conservadores cuyo bastión se ubicaba en las ciudades de la serranía, iniciando así la guerra civil ecuatoriana, tras la cual posteriormente fueron derrotados los gobiernos sucesores al garcianismo, y se impusieron los gobiernos liberales.
Los liberales, auspiciados por la banca guayaquileña y los agroexportadores del litoral, fueron liderados por el general Eloy Alfaro, quien luego de ser proclamado Jefe Supremo del Guayas, inició una campaña militar que terminó con la rendición del gobierno nacional de resistencia conservadora en el norte del país, Alfaro había tomado la jefatura suprema nacional y aplacado las revueltas, sin embargo, pronto empezó a aparecer distanciamiento dentro de los liberales que se dividían en las facciones radicales y moderadas. En 1896, tras varios meses como Jefe Supremo, se convocó una asamblea constituyente en Guayaquil, sin embargo, en los días previos a la instalación de dicha convención ocurrió el denominado Gran Incendio que obligó a suspender las sesiones. Luego de reinstalada la asamblea en Quito, al año siguiente se aprobó la xi constitución, y se proclamó a Alfaro como Presidente de la República.
Alfaro ocupó la presidencia ecuatoriana desde el 17 de enero de 1897 hasta el 31 de agosto de 1901, período conocido como «el primer alfarismo», en la cual se priorizó la construcción del Ferrocarril Andino que debía servir de enlace entre las ciudades de Guayaquil y Quito, el progresivo aislamiento de la Iglesia católica con respecto al poder. Durante este período, los liberales hicieron frente a la Restauración Católica.
Tras los resultados de las elecciones de 1901, al «primer alfarismo» le sucedió el gobierno de Leónidas Plaza Gutiérrez de Caviedes, quien sobresalía como figura del Gran Partido Liberal y que estuvo en el bando alfarista desde antes de la revolución; sin embargo, paulatinamente se distanció de Alfaro, apartándolo de los más altos cargos políticos. Plaza generó nuevas alianzas ideológicas, aunque no suspendió la política liberal implementada por el alfarismo. Al final de su período de gobierno, en 1905, Plaza apoyó la candidatura de Lizardo García, otro rival de la facción alfarista. García ganó las elecciones de 1905, sin embargo, su período de gobierno duró solo un año, al perpetrarse un golpe de Estado en su contra.
En 1906, Eloy Alfaro dirigió varios levantamientos con el propósito de desconocer el gobierno de Lizardo García, e iniciando una campaña militar que concluyó con la proclamación de una nueva jefatura suprema de Alfaro. El «segundo alfarismo» inició convocando una nueva asamblea constituyente, que redactó la xii constitución, estableciendo a Eloy Alfaro como presidente y decretando definitivamente el laicismo con la separación Iglesia-Estado. Durante este período, se dio la célebre llegada del Ferrocarril Andino a Quito, concluyendo su ruta. Sin embargo, nuevas alianzas entre detractores del alfarismo, lograron generar en la población una importante desconfianza e impopularidad de Alfaro. El «segundo alfarismo» concluye el 11 de agosto de 1911 con la renuncia de Alfaro a la presidencia.
Tras la renuncia de Alfaro y su posterior exilio a Panamá, las elecciones de 1911 dieron como ganador a Emilio Estrada Carmona, quien falleció durante su mandato. Inmediatamente se instaura el «segundo placismo», y Alfaro planea dar un nuevo golpe de Estado; sin embargo, al llegar a Guayaquil es detenido, llevado hasta Quito y encarcelado por órdenes de Plaza. Finalmente, el 28 de enero de 1912, una turba popular impulsada por el clero, conservadores y liberales placistas, invadió la cárcel en donde se encontraba Alfaro, familiares y coidearios; los lincharon y dispararon, mientras que Alfaro fue arrastrado por las calles de Quito y finalmente incinerado.
Con la muerte de Alfaro, Plaza se afianzó en el poder, ganando las elecciones de 1912 y contando con el apoyo del sector bancario. Plaza, luego de su período de gobierno comprendido entre los años 1912 y 1916, tuvo control absoluto sobre los gobiernos de Alfredo Baquerizo Moreno, José Luis Tamayo y Gonzalo Córdova. Finalmente, el ininterrumpido control liberal terminó el 9 de julio de 1925, con el estallido de la Revolución Juliana.
La revolución es considerada uno de los episodios más importantes de la historia ecuatoriana, debido a su impacto en la política y en la sociedad. Entre los principales aspectos de esta revolución está la implantación del laicismo en el Ecuador, con lo cual la Iglesia y el Estado fueron formalmente separados. Otras áreas donde hubo cambios significativos respecto al estado que imparten desde la Colonia, se enfocaron en permitir la libertad de culto, la confiscación de los bienes eclesiásticos, la abolición del catolicismo como religión estatal, la enseñanza laica y el divorcio.

## Antecedentes

### Diferencias ideológicas entre el litoral y la serranía
El poder de los terratenientes en la región interandina ecuatoriana (conocida como Sierra), con apoyo de la propia Iglesia católica, dominaba gran parte en la vida económica desde tiempos coloniales en la Real Audiencia de Quito. La hacienda tradicional se hallaba ya consolidada como relación dominante en la región a finales del siglo XVIII.
La región litoral (conocida como Costa), por otra parte, tuvo menos importancia económica y social frente a la serranía, debido a conflictos internos, ataques, enfermedades tropicales y trabajos forzados; sin embargo, las reformas borbónicas del siglo XVIII, las cuales levantaron varias prohibiciones, trajeron como consecuencia que fuese más viable la exportación del cacao y otros productos tropicales, con lo cual la Costa experimentó un notable incremento económico, teniendo como eje comercial a Guayaquil. El latifundio comenzó a convertirse en la forma dominante de posesión de las tierras en las planicies del Guayas y el litoral sur.
El poder de los serranos y costeños se mantuvo en rivalidad incluso después de la creación del Estado de Ecuador en 1830, creando el fenómeno constante del regionalismo, tras lo cual se fueron consolidando tres polos del funcionamiento económico y del ejercicio del poder político que mostraban discrepancias desde la época de la Gran Colombia: Quito, Guayaquil y Cuenca. Los comerciantes de Guayaquil presionaban políticamente por un abierto librecambismo, mientras que los hacendados serranos veían en el proteccionismo una garantía para sus productos amenazados por la introducción de artículos importados.
El enfrentamiento se expandió con la creciente diferenciación de la estructura económica de las regiones. En la sierra centro-norte, así como en igual medida la sierra sur, la estructura terrateniente acentuó sus caracteres específicos, y la vigencia de la relación latifundio-trabajador se mantuvo en algunos casos, y en otros se profundizó. En la Costa, en cambio, se fue consolidando la actividad agrocomercial asentada sobre formas precapitalistas y salariales que además fue definiendo la burguesía guayaquileña, la cual habría de tener una importante influencia hasta su triunfo al final del siglo XIX.

### Rebeliones contra elveintemillismo
Ignacio de Veintemilla se mantuvo en el poder desde el 8 de septiembre de 1876 al dar un golpe de Estado al gobierno de Antonio Borrero; luego, fue designado como presidente interino por una asamblea constituyente, y desde el 21 de abril de 1878 —con la promulgación de la ix constitución— fue elegido presidente constitucional.

## Las montoneras, Alfaro y la revolución
Las montoneras fueron probablemente el más importante fenómeno de movilización social del siglo XIX republicano. Surgidas en el agro costeño formado por montuvios a partir de 1825, tuvieron desde su inicio un carácter reivindicativo y de resistencia popular frente a las violencias cometidas por hacendados o autoridades del nuevo poder republicano.
Su base social estaba en el campesinado colon, que incluía a peones de las haciendas, pequeños propietarios y trabajadores sueltos, como los "desmonteros" y "sembradores", que hacían desmontes o formaban nuevas plantaciones para venderlos a las haciendas próximas. A partir de la época garciana, el surgimiento de las montoneras adquirió una connotación plenamente política, de carácter liberal militante, bajo la conducción de los mismos hacendados o "caciques" locales, que se lanzaban a la lucha a la cabeza de sus peones y casi siempre con el rango de "coronel", otorgado por la proclama de sus propios hombres. Toda la tropa montonera o al menos gran parte de ella andaba a caballo.
Estas particulares circunstancias daban a las montoneras una notable influencia y capacidad de acción en su área y les garantizaban fácil avituallamiento, gran movilidad, operativa y rápida desmovilización. Por otra parte, todo ello dificultaba su localización y represión por parte de las tropas gubernamentales, normalmente de origen serrano, que luchaban en un medio extraño y contaban con poco respaldo social en la región litoral.
Explotando a fondo esas ventajas, un joven revolucionario manabita, llamado Eloy Alfaro, se convirtió desde la época garciana en un afamado insurgente liberal. Hijo de una familia de pequeños comerciantes, su voluntad, inteligencia y capacidad de mando le granjearon progresivamente el liderazgo del liberalismo, primero en su provincia y luego en toda la costa ecuatoriana. Llegando así a Guayaquil. Así, para mediados de 1882 se hallaba ya en capacidad de lanzar desde Esmeraldas una primera campaña militar contra la dictadura de Veintimilla, que fracasó.
Ello no fue óbice para los liberales ecuatorianos volvieran a la lucha a fines de ese mismo año y Eloy Alfaro fuese proclamado, en 1883, Jefe Supremo de Manabí y Esmeraldas, posición desde la cual contribuyó decisivamente el triunfo militar del movimiento nacionalista de "La Restauración" sobre la dictadura de Veintimilla. Más los revolucionarios liberales, triunfantes en el campo militar, fueron derrotados en el campo político por una coalición de hábiles políticos de gabinete, conservadores y liberales, que instauraron lo que se dio en llamar "Periodo Progresista". Con ello, el viejo régimen oligárquico logró un nuevo respiro, que habría de durar once años, durante los cuales se sucedieron los gobiernos de José María Plácido Caamaño, Antonio Flores Jijón y Luis Cordero Crespo.
El "Progresismo" logró nuclear a su alrededor a buena parte de la clase política ecuatoriana de entonces, pero el nivel decisorio quedó reservado a "La Argolla", nueva alianza oligárquica consolidada en el poder y de la que formaban parte solo algunas de las grandes familias propietarias, de Quito, Guayaquil y Cuenca. Ello explica que muchas otras familias poderosas de cada región, tanto conservadoras como liberales, combatieran activamente al "Progresismo".
Pese a su proclamada vocación política anti-extremista, el régimen progresista resultó ser uno de los más represivos de la historia ecuatoriana, especialmente durante el gobierno de Caamaño, caracterizado por el permanente estado de sitio y las turbias negociaciones de la deuda externa y de la construcción de ferrocarriles. Triunfante, Alfaro entra por segunda vez a la capital en enero de 1906 para ejercer un nuevo período de gobierno. El mismo año convoca a la Asamblea Constituyente que aprueba una nueva Constitución. En ella se contempla la separación completa de la Iglesia y el Estado, el laicismo en la enseñanza oficial, el equilibrio entre los tres poderes, las garantías individuales y políticas. Alfaro es a su vez elegido Presidente de la República para el período 1907 a 1911.
La oposición agudiza sus ataques, motivados en principio por la solicitud de libertad electoral para elegir diputados independientes, capaces de oponerse al “Contrato Chamace” propuesto por Alfaro para la construcción de una vía principal al Oriente ecuatoriano, en el que se cedían tierras baldías en dichas regiones a cambio de la mencionada construcción. La oposición popular estuvo comandada por los estudiantes universitarios y la represión estatal fue violenta, la que dejó un número considerable de muertos.
Al año siguiente, al viajar Alfaro a Guayaquil en julio de 1908, un grupo de soldados y suboficiales ataca la casa de la Gobernación donde se alojaba el presidente y, gracias a los oficiales de guardia que lo defienden, éste salva su vida y contraataca, persigue a los sublevados, los apresa y fusila a varios de ellos.
La sangrienta represión y destierros de esos días no lograron calmar al país y la prensa lanzaba incansables y duros ataques al primer magistrado. Los aduladores del gobernante a su vez ejercían la represión en toda forma: posibles asaltos a imprentas y destrucción de las instalaciones, prisión, destierro o apaleamiento de periodistas. En el Congreso Nacional las protestas de minorías independientes, liberales disidentes o conservadores eran cada vez más agresivas y al final de las sesiones esperaban en la puerta grupos de garroteros que armados de bastones rompían las cabezas de los gobiernistas.
En esos días se tramitaba un laudo arbitral de Rey de España para resolver el problema limítrofe entre Ecuador y Perú, que al final fracasó. Las movilizaciones de carácter patriótico hacen olvidar momentáneamente la intensa lucha contra el segundo gobierno de Alfaro, pero al terminar este incidente, con la prohibición del Rey Alfonso XII de dictar el fallo arbitral, la prensa cesa los ataques contra Perú para volverlos contra el gobierno.

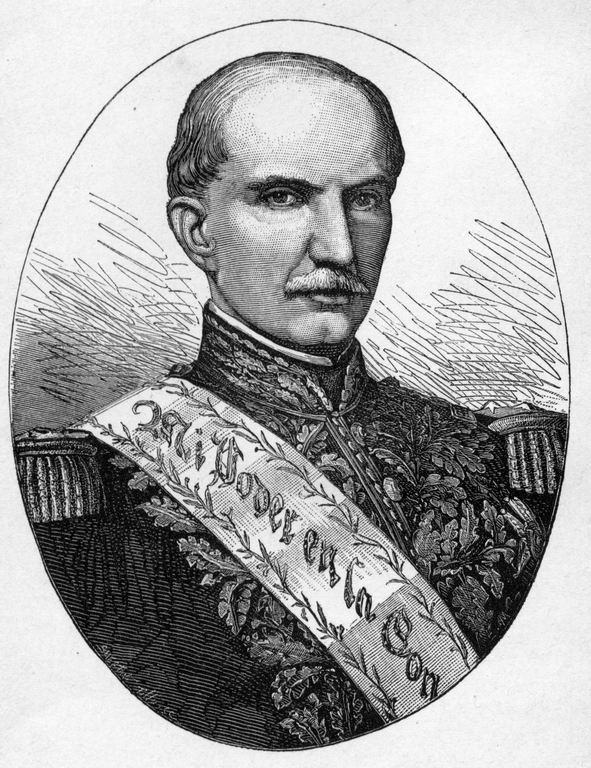
Gabriel García Moreno

## La venta de la bandera
El año de 1894 marcó un nuevo repunte político para las fuerzas insurgentes del liberalismo, gracias al estallido del escándalo de la "Venta de la Bandera", turbio episodio internacional protagonizado por el gobierno de Luis Cordero y particularmente por su gobernador en la provincia del Guayas, el expresidente Caamaño. En el marco de la primera guerra sino-japonesa que el imperio Japonés libraba contra la dinastía Qing de China, se permitió que Chile hiciera uso de la bandera ecuatoriana para vender el crucero de guerra Esmeralda, pues este país no había declarado posición frente a dicha guerra, mientras que Chile se había declarado neutral, lo que le impedía vender armamento a cualquiera de los dos bandos. 
"Así qué Japón, Chile y un banco estadounidense vieron en el Ecuador, que no se había pronunciado en esa guerra, al intermediario ideal para dicha transacción. Fue contactado el influyente gobernador Caamaño, de muy buenas relaciones con Chile, quien además trabajó de cerca con el cónsul ecuatoriano en Valparaíso, Luis Noguera.
El paso en falso que cometieron Caamaño y Noguera fue permitir que luego de la venta a Ecuador del Esmeralda y de la inmediata reventa de este al Japón la embarcación zarpara de Chile izando la bandera ecuatoriana y no la japonesa como era lo lógico."
La opinión pública ecuatoriana se inflamó de coraje por lo que consideraba una humillación al honor nacional, que venía a sumarse a los múltiples negociados anteriores del gobierno de "La Argolla". Fue así que, bajo la convocatoria liberal, gentes de las más diversas tendencias empezaron a formar asambleas y juntas cívicas en varias ciudades del país, para juzgar la conducta oficial y condenar al gobierno. En la Provincia de Los Ríos surgieron nuevamente las montoneras liberales, por lo que el ejecutivo declaró al ejército en "estado de campaña" y otorgó facultades extraordinarias al gobernador de esa provincia. Para 1895, la protesta popular se volvió irrefrenable. Caamaño fue obligado a renunciar a su cargo de gobernador del Guayas, no sin que antes la policía disparará contra los manifestantes.
A partir de ese momento se multiplicaron las protestas y actas populares en todos los rincones del país. El Consejo Municipal de Quito, controlado por los conservadores, fue apresado en razón de sus reiteradas denuncias antigubernamentales. Entre tanto, los grupos radicales empezaron a utilizar nuevas tácticas de lucha: en febrero ensayaron una huelga general en Guayaquil, mientras en todo el país adquirían armas y se preparaban para la lucha, siguiendo la convocatoria hecha por Eloy Alfaro desde Managua.
El vicepresidente Vicente Lucio Salazar fue su sustituto, pero fue derrocado por los liberales que asaltaron los cuarteles de Guayaquil y proclamaron a Eloy Alfaro como el nuevo Jefe Supremo del Ecuador, era el 5 de junio de 1895 y había empezado la Revolución Liberal.
Al frente de sus tropas, Alfaro subió del llano a la serranía enfrentando dura resistencia pero finalmente triunfó sobre los conservadores y entró victorioso en Quito el 4 de septiembre de 1895.

## El estallido revolucionario
Respondiendo al llamado del líder radical, el 13 de febrero se producía en Milagro el levantamiento armado del Gral. Pedro Jacinto Montero Maridueña y Enrique Valdez Concha, cuya montonera atacó el ferrocarril de la costa y se dirigió en él hacia el interior. El 17, Vinces proclamaba la Jefatura Suprema de Alfaro, mientras las montoneras se multiplicaban en toda la cuenca del Guayas y en Manabí. El 20, los conservadores insurreccionaban a la guarnición de Ibarra y proclamaban la Jefatura Suprema de Camilo Ponce Ortiz, iniciando con ello la lucha en la sierra norte.
Acosado, el gobierno recurrió entonces a la censura de prensa y a una recluta general en los pueblos de la costa, provocando la fuga de los campesinos y su incorporación a las montoneras.
Paralelamente, en la sierra central y norte se formaban columnas insurgentes liberales y conservadoras, que, operando coordinadamente, ponían en jaque a las fuerzas gubernamentales. El 9 de abril se insurreccionó Guaranda y una fuerza revolucionaria de liberales y conservadores venció a la guarnición oficial. Al día siguiente se insurreccionó en Quito el Batallón Flores, respaldado por fuerzas civiles conservadoras que vivaban a Camilo Ponce Ortiz; combatiendo al frente de sus tropas, Cordero logró derrotar a los alzados, pero quedó políticamente desequilibrado. Mientras tanto, en la costa progresaba rápidamente la insurrección: se multiplicaban los pronunciamientos de los pueblos y las montoneras crecían en número y lograban sucesivos triunfos.

### Batallas
En búsqueda de la consumación total de la revolución, los liberales lucharon contra sus opositores en las siguientes batallas:
1. Batalla de Guaranda (1895)
2. Batalla de los Amarillos (1895)
3. Batalla de Guangopud (1895)
4. Batalla de Loja (1895)
5. Batalla de San Miguel de Chimbo (1895)
6. Batalla de Gatazo (1895)
7. Batalla de Girón (1895)
8. Batalla de Cabras (1895)
9. Batalla de Lircay y Lenta (1895)
10. Batalla de las Carretas (1895)
11. Batalla de Cuenca (1896)

### Los personajes de la revolución liberal
En el bloque histórico de la revolución liberal figuraron varios grupos políticos, cada uno con destacados personajes:
Los "caciques costeños": Estuvo integrado por un grupo de propietarios y líderes sociales montubios, que aportaron recursos y organizaron a los peones de la región para la lucha. Ellos fueron: Manuel Antonio Franco, Gral. Pedro Jacinto Montero Maridueña, Juan Manuel Triviño y León Valles Francisco (Guayas), Manuel Serrano Renda, Dr. Juan Borja Mata y Wenceslao Ugarte (El Oro), Luis Vargas Torres, Carlos Concha Torres (Esmeraldas), Zenón Sabando, Dionisio Andrade y José María García (Manabí), Plutarco Bowen y Emiliano Figueroa (Los Ríos), etc. Igual cosa podemos decir de ciertos caudillos liberales serranos, que con su acción fortalecieron la lucha alfarista: Francisco Hipólito Moncayo (Imbabura), Nicanor y Rafael Arellano (Carchi), Ulpiano Páez (Bolívar) y Julio Román (Chimborazo), entre otros. 
Los "revolucionarios emigrados". Estuvo integrado por revolucionarios profesionales, que habían conspirado o luchado en otros países de América Latina: Eloy Alfaro, Medardo Alfaro, Leonidas Plaza Gutiérrez, Flavio Alfaro y Plutarco Bowen.
La burguesía liberal. Originaria de Guayaquil, estaba integrada por tres fracciones de clase con distinta función socioeconómica: el grupo de grandes propietarios latifundistas denominado "El Gran Cacao", encabezado por las familias Aspiazu, Seminario, Morla, Durán Ballén y Rosales; el grupo comercial presidido por los Avilés, Robles, Carbo, García y Estrada, y el grupo bancario, encabezado por las familias Arosemena, Roca, Urbina Jado, Baquerizo Moreno y Game. Desde luego, muchas de éstas y otras grandes familias porteñas (Marcos, Noboa, Icaza, Santisteban, Huerta y Robles) tenían intereses en dos o más sectores económicos, por lo que resulta difícil clasificarlas en uno u otro.

### Dionisio Andrade: biografía de un montonero alfarista
J. Dionisio Andrade Giler fue un militar manabita protagonista de la revolución alfarista. Ilustre ciudadano, que vivió en Chone, Manabí, pero que se desconoce su origen. Según algunos autores, se cree que nació en Portugal aunque este dato aún no ha sido confirmado. Se le reconoce por haber participado en la revolución liberal con las montoneras montubias. Don J. Dionisio Andrade ostentó el rango de Teniente Coronel del ejército irregular de Eloy Alfaro, y se lo recuerda en su montura de caballo blanco. Se desconoce el significado de la “J” en su nombre, aunque podría ser José. Tuvo dos hermanos Aníbal E. Andrade y Marco Antonio Andrade; quienes también combatieron en el ejército de Alfaro. Su mayor proeza fue participar como líder montonero en la Batalla de Los Amarillos del 1 de mayo de 1895, y luego la Proclama Liberal de Chone que se realizó un 5 de mayo de 1895, donde se declara a Eloy Alfaro como vencedor y gobernante de los territorios de Manabí y Esmeraldas. El sitio Los Amarillos hoy pertenece a Tosagua. Hay que recordar que en la época de 1895 Chone era un poblado lejano, casi impenetrable con una vegetación exuberante y un calor infernal. Los mosquitos se reproducían casi a la vista de las personas, por eso el obispo de Portoviejo Pedro Schumacher había recomendado al gobierno conservador de Luis Cordero Crespo que confine en este sector de Manabí a todos los que tenían ideas liberales, pues "en Chone el que no muere queda loco" aseguraba.
El surgimiento de las montoneras, surgidas en el agro costeño a partir de 1825, adquirió una connotación plenamente política, de carácter liberal militante, bajo la conducción de los mismos hacendados o "caciques" locales, que se lanzaban a la lucha a la cabeza de sus peones y casi siempre con el rango de "coronel", otorgado por la proclama de sus propios hombres. Toda la tropa montonera o al menos gran parte de ella andaba a caballo.
Las juntas revolucionarias estuvieron en Portoviejo que lideró el Crnel. Zenón Sabando; la de Chone comandada por el Crnel. Mauro Ramos Iduarte, además de J. Dionisio Andrade, Ramón Verduga Cornejo y Lizardo Solórzano, la de Bahía de Caráquez dirigida por el Crnel. Ciro Dueñas y la de Rocafuerte que comandaba Agustín María Solórzano.
Entre los montoneros destacados oriundos de Chone, que participaron en la Batalla de los Amarillos y el desconocimiento de Luis Cordero como Presidente figuran: J. Dionisio Andrade, Venicio Mejía, José María Andrade, Aníbal Andrade (hermano de Dionisio), Enrique Balda, Leonidas Santistevan, Abel Cuadros, Ramón Verduga y Manuel María Barberán.
Entre los foráneos estaban los hermanos italianos Juan y Plutarco Coppiano Bonino, el mexicano Mauro Ramos Iduarte, Felicísimo López, Félix Guamán (de estos dos se desconoce su procedencia), el periodista colombiano Antonio de Janón, Aníbal San Andrés y el cuencano José Mora López.
En las “montoneras” crecieron con Eloy Alfaro, Manuel Serrano Renda, Dr. Juan Borja Mata y Wenceslao Ugarte en El Oro; Plutarco Bowen en Los Ríos; Mauro Ramos Iduarte, J. Dionisio Andrade, los hermanos Zenón y Daniel Sabando en Manabí; Carlos Concha Torres en Esmeraldas; Pedro Jacinto Montero, Enrique Valdez Concha y Juan Manuel Triviño en Guayas.
En 1907 el teniente coronel Dionisio Andrade fue nombrado jefe del Regimiento de Caballería de la Policía Rural de Manabí. La Revolución liberal ocurrió entre un período comprendido entre 1864 y 1912, calculándose que J. Dionisio Andrade fue contemporáneo de Alfaro, por lo que pudo haber nacido entre 1840 y 1850 y fallecido entre 1910 y 1920, a los 60 u 80 años de edad. Se conoce que murió asesinado.

## La Proclama Liberal de Chone
El Grito del Pueblo, periódico liberal, en la edición del 28 de mayo de 1895, reproduce el “Acta de Chone del 5 de mayo”. El texto original dice:

En la ciudad de Chone, cabecera del cantón de este nombre, el cinco de Mayo de mil ochocientos noventa y cinco (1.895), reunidos los ciudadanos que abajo suscribimos para deliberar sobre el actual estado de inquietud política en que se encuentran los pueblos por la traición y el ultraje cometidos contra la Nación por el Sr. Dr. Luis Cordero Crespo, quien como Presidente de la República, se prestó para que a nombre del Ecuador se comprara el buque chileno Esmeralda y, cubierto con el PABELLÓN ECUATORIANO, se revendiera al Japón, etc....

En efecto,considerando:
1. Que lo expresado arriba está probado con el mismo informe del Dr. Luis Cordero rendido ante S. E., la Corte Suprema;

2. Que los telegramas dirigidos y ratificados por los Sres. Ministros del Dr. Cordero, constituyen el cuerpo de la infracción;

3. Que el oficio del Sr. Ministro Chileno, dirigido al Dr. Cordero, a nombre de su Gobierno, con fecha 31 de enero de este año, es una acusación fiscal con el Dr. Cordero;
Acuerda:
Desconocer formalmente la autoridad suprema que representa al señor doctor don Luis Cordero, declarándolo reo de lesa Patria como lo han hecho las demás provincias del norte y centro de la República.
Proclamamos, a la vez, en la debida forma, y en nombre de la Patria, como Jefe Supremo de la República del Ecuador, al benemérito y denodado manabita, general D. Eloy Alfaro, delegándole todas las facultades y poderes que sean necesarios para la prosecución de una honrada regeneración política, hasta constituir al país bajo los sacrosantos principios republicanos.
Se le concede facultades bastantes para que imponga empréstitos forzosos, en dinero efectivo u otras especies, para la alimentación y movimiento de tropas, parques, etc.
Hasta tanto el General Eloy Alfaro se presente en Manabí a dirigir los destinos de la Patria y la cosa pública, se encarga del mando supremo al señor Coronel don José Antonio María García, como Gobernador Civil y Militar de la Provincia, y se le conceden facultades para que nombre y remueva a los empleados de cantones y parroquias, dé Diplomas a los Jefes y Oficiales que llame al Servicio o se presenten voluntariamente, para que nombre los que tuviere a bien y los destine a los batallones, escuadrones o columnas, según convenga; y, como encargado del mando Supremo, queda también encargado del Mando en Jefe del Ejercito de Manabí.
Además queda encargado de:
1. Del arreglo del Ejército Regenerado para que opere del modo más conveniente para alcanzar los triunfos y capitulaciones que estén a su alcance;

2. Para que llame al servicio activo a todos los ciudadanos desde edad de 18 a 50 años cumplidos;

3. Para exigir activamente las contribuciones arriba expresadas;

4. Para que obre, a su arbitrio, y disponga de los prisioneros de guerra y heridos en los combates, etc.;

5. Para confinar o expatriar a los que opongan resistencia o embaracen las operaciones encaminadas a la Regeneración de la República;

6. Para que castigue toda insubordinación y falta de disciplina, breve y sumariamente, penando a los culpables según las Ordenanzas Militares;

7. Todo delito común será juzgado por los Tribunales de Justicia sea militar o no el que la cometa. Sólo el homicidio y asesinato entre militares en servicio activo será juzgados en Consejo de Guerra y condenado a reclusión mayor.
Con esto damos por terminada la presente acta de pronunciamiento popular que firmamos los concurrentes, adhiriéndonos a todo lo que a favor de la reivindicación han hecho los señores Coronel Mauro Ramos Iduarte y Teniente Coronel Dionisio Andrade, antes de este acto.

Teniente Coronel, J. Dionisio Andrade; Teniente Coronel Secretario, Benicio Mejía P.; Teniente Coronel, Aníbal E. Andrade; Lisandro A. Solórzano, M. M. Arteaga, Julio Moreira, Ramón Verduga, José Domingo Santistevan, Miguel Mendoza, Leonidas E. Santistevan, Abel Cuadros, Francisco Sanz García, Antonio Vera, Melchor I. García, J. E. Cantos, Enrique Balda, Manuel S. Delgado, José P. Pinoargote, José Alcides Pinoargote, David Zamora, Ángel María Campos, José Lino Macías, Marcos A. Solórzano, Dionisio Bravo, Baltasar Barreiro, Jacinto Vera, Leonidas F. Pinoargote, L. Pinoargote, Luis Jacinto Gines, Miguel García, Carlos Roos, Manuel A. García, Segundo E. Cantos, Hipólito Salavarría, Rubén E, Barreiro, Alcides R, Ureta, Miguel J. Díaz. (Siguen 71 firmas)

Fuente: De Janón Alcívar, Eugenio. 1948. El Viejo Luchador. pp. 247, 248, 249

## Consecuencias del Liberalismo
El 5 de junio de 1895, en Guayaquil, triunfó la Revolución Liberal. De esta manera quedó proclamado como Jefe Supremo de República el general Eloy Alfaro. Dos semanas después de que Eloy Alfaro llegará a Guayaquil donde será recibido como un héroe de carácter sencillo, afable y reverenciado por muchísimos de sus compatriotas.
Su extraordinaria obra, de indudable proyección nacional le ha sobrevivido y es la prueba fehaciente del valor de los ideales por los que luchó. Nada arredró jamás al viejo luchador pero los errores políticos luego de su segunda presidencia crearon un estado de fermentación social que acabó con él y con sus más cercanos allegados.
Al concluir su segundo mandato, en 1911, Alfaro fue depuesto, pero regresó de inmediato a la lucha armada. Por eso fue arrestado en Guayaquil el 28 de enero y ese mismo día fue trasladado a Quito junto con sus más cercanos colaboradores: Medardo Alfaro, Flavio Alfaro, Ulpiano Páez, Manuel Serrano Renda y el periodista Luciano Coral. Irónicamente, el mismo tren que tanto se empeñó en construir sirvió para transportarlo hasta Quito donde pasó por pocas horas encerrado en el Penal antes de que una turba asesinara al caudillo para luego arrastrar su cadáver por las empedradas calles quiteñas antes de incinerarlo en el parque de El Ejido en uno de los más bárbaros capítulos de la historia contemporánea.
Como consecuencia, el Coronel Carlos Concha Torres se levanta en armas en la provincia de Esmeraldas, en la llamada Guerra de Concha (1913-1916).
Era 1926 y se fundó el Partido Socialista y en 1931 se fundó el Partido Comunista del Ecuador. Ambas tendencias influenciaron mucho el posterior desarrollo de las ideas políticas nacionales. En 1932 estalló la Guerra de los Cuatro Días una guerra civil que tuvo como principal escenario las calles de Quito, tras la elección de Neptalí Bonifaz, cuestionado por su pasaporte peruano. Dos años más tarde, en 1934, en la fábrica textil La Internacional los obreros se declararon en huelga.
Así mismo desde 1990 en que se produjo su primer levantaviento, los movimientos indígenas se han tomado la capital algunas veces y desde 1999.